# Barville-en-Gâtinais
Barville-en-Gâtinais ist eine französische Gemeinde mit 299 Einwohnern (Stand: 1. Januar 2022) im Département Loiret in der Region Centre-Val de Loire. Sie gehört zum Arrondissement Pithiviers und zum Kanton Le Malesherbois. Die Bewohner nennen sich Barvillois und Barvilloises.
Sie grenzt im Nordwesten an Givraines, im Nordosten an Gaubertin, im Osten an Égry, im Südosten an Beaune-la-Rolande, im Südwesten an Batilly-en-Gâtinais und im Westen an Boynes.

## Bevölkerungsentwicklung

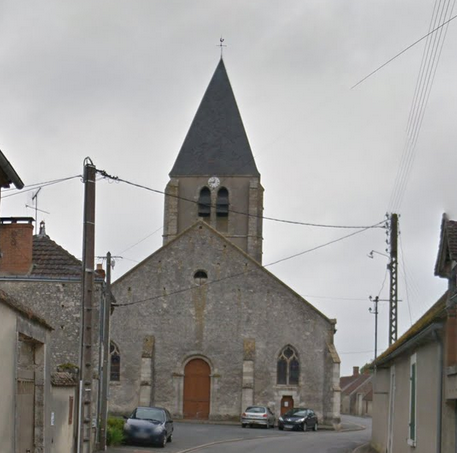
Kirche Saint-Denis

| Jahr      | 1962 | 1968 | 1975 | 1982 | 1990 | 1999 | 2006 | 2018 |
| --------- | ---- | ---- | ---- | ---- | ---- | ---- | ---- | ---- |
| Einwohner | 235  | 217  | 188  | 175  | 199  | 198  | 251  | 318  |